# エロスルファーゼ アルファ
エロスルファーゼ アルファ（Elosulfase alfa）はムコ多糖症IV-A型（モルキオ症候群）の治療に用いられる医薬品である。遺伝子組み換えによって合成されるN-アセチルガラクトサミン-6-スルファターゼ（GALNS）であり、モルキオ症候群への酵素補充療法に用いられる。商品名ビミジム。
米国で2014年2月に認可された。日本では2014年12月に承認された。
エロスルファーゼ アルファは酵素補充療法に用いられる医薬品であり、2014年の臨床研究で若年のモルキオ症候群A型患者に対して効果があることが示された。この治療は呼吸器症状、日常生活動作、成長等に有効性を示す事が2015年の論文で示されている。

## 警告
- 急性輸注反応に関する重篤なアナフィラキシー反応が発現する可能性がある。

- 急性熱性または呼吸器疾患のある患者では、過敏症反応により症状の急性増悪が起こる可能性がある。

## 効能・効果
ムコ多糖症IVA型

## 副作用
治験では72.4%に副作用が見られ、主な副作用は、急性輸注反応（65.5%）、発熱（32.8%）、嘔吐（31.0%）、頭痛（25.9%）、悪心（24.1%）であった。
重大な副作用は、急性輸注反応（アナフィラキシー）である。これは主に薬剤投与中から投与終了翌日までに発現する。